# Eynsford Castle

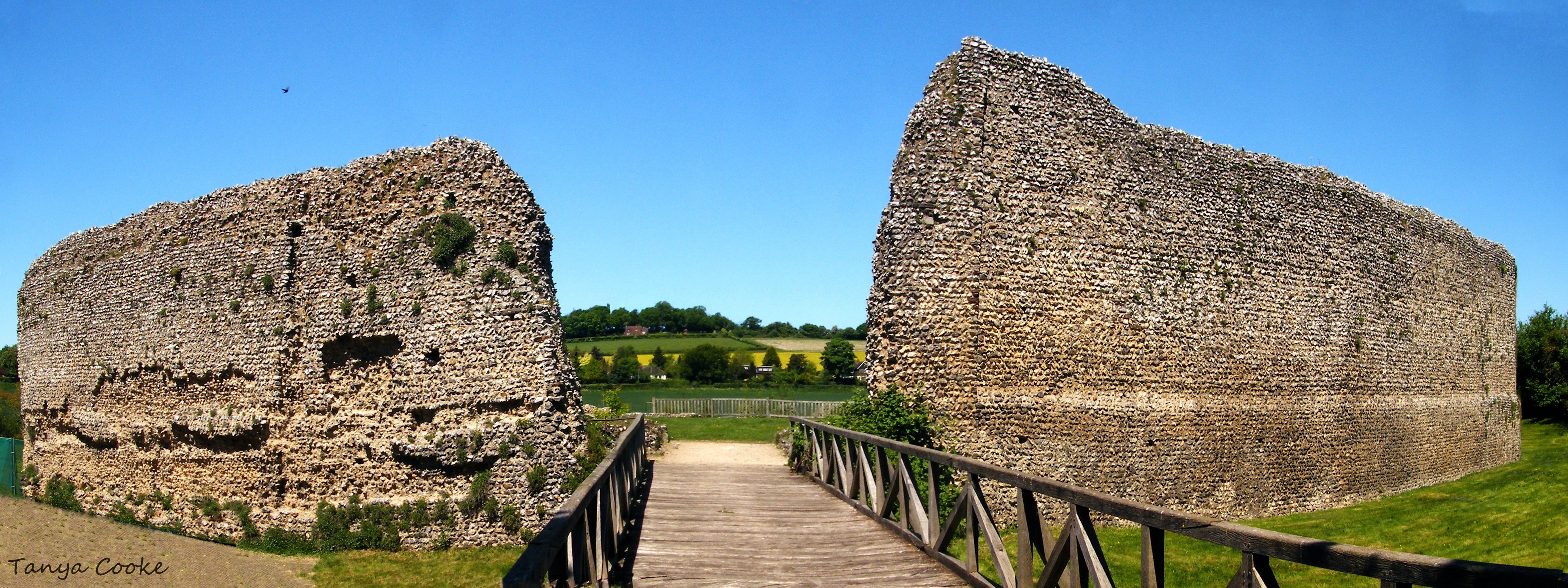
Ruinen des Eynsford Castle

Die Reste des normannischen Eynsford Castle finden sich in Eynsford, einem Dorf in Kent. 
Sie datieren in das 11. Jahrhundert und gehören zu den ältesten Steinburgen in England. Ausgrabungen haben gezeigt, dass hier zunächst ein Holzturm auf einen Hügel stand, der jedoch schon bald durch einen Steinbau ersetzt wurde. Die Burg ist rund und war einst von einem Graben umgeben. Innerhalb der Mauer aus Feuersteinen standen einst Wohnbauten, die im 13. Jahrhundert niederbrannten, aber wieder aufgebaut wurden. Der Bau wurde im 14. Jahrhundert verlassen, doch sind heute noch ansehnliche Reste erhalten.
Nach dem Domesday Book war es im Besitz eines gewissen William de Eynsford, der wiederum unter dem Erzbischof von Canterbury stand.